# Daniel M. Frost
Daniel Marsh Frost (9 de agosto de 1823-29 de octubre de 1900) fue un ex oficial del ejército de los Estados Unidos que fue nombrado general de brigada en la Milicia de Voluntarios de Misuri (MVM) y en el Ejército de los Estados Confederados durante la Guerra Civil estadounidense. Entre el puñado de generales confederados nacidos en el norte, Frost dirigió el MVM durante el Asunto Camp Jackson en mayo de 1861 que avivó los disturbios civiles en San Luis.

## Primeros años y familiar
Daniel M. Frost nació cerca de Duanesburg en el condado rural de Schenectady, Nueva York. Era descendiente de la familia Winthrop a través de Elizabeth Fones y descendiente de John Bowne.
Fue designado desde Nueva York a la Academia Militar de los Estados Unidos en la cercana West Point y se graduó en 1844, ocupando el cuarto lugar en una clase de 24.

## La vida del ejército de EE. UU. Y Misuri
Frost fue nombrado segundo teniente de infantería y asignado al servicio de guarnición. Con el inicio de la Intervención estadounidense en México, sirvió bajo las órdenes de Winfield Scott en el Ejército de Ocupación en México y fue nombrado por su valentía en acción en la Batalla de Cerro Gordo. Después de esa guerra, Frost pasó parte de 1849 como Intendente del Regimiento de un inmenso tren de suministros enviado al Territorio de Oregon. Al año siguiente, fue asignado a Jefferson Barracks en St. Louis, la base más grande del oeste. Después de una breve asignación en Europa, Frost regresó a los Estados Unidos. Se reincorporó a su regimiento en la frontera de Texas. En una escaramuza con los indios asaltantes, resultó gravemente herido y casi perdió un ojo.
Frost renunció a su cargo en 1853 por razones domésticas y se convirtió en socio de una cepilladora de madera. Más tarde fundó D. M. Frost & Co., una destacada empresa de comercio de pieles desde Kansas hasta la costa oeste. Políticamente activo, Frost fue elegido en 1854 a la Asamblea General de Misuri como senador del condado de Benton y fue un firme partidario de la "Central Clique" de plantadores ricos en la política del estado de Misuri. Trabajó contra la facción Benton del Partido Demócrata de Misuri y trabajó por la expansión de la esclavitud en el Territorio de Kansas. Sirvió hasta 1858.
Frost se mantuvo involucrado con el ejército sirviendo en la Junta de Visitantes de West Point, y fue nombrado general de brigada en la Milicia de Voluntarios de Misuri en 1858 por el gobernador de Misuri, Robert Marcellus Stewart. Se le asignó el mando del Primer Distrito Militar, que abarcaba St. Louis y el condado circundante.

## Guerra civil americana

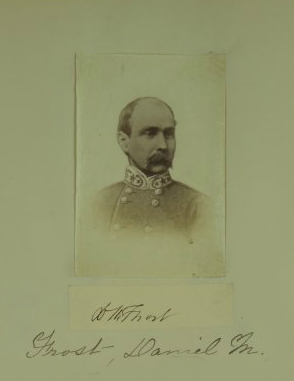
Frost en la Guerra Civil

En los primeros días de la Guerra Civil estadounidense, el general Frost apoyó el movimiento secesionista respaldado y dirigido por el gobernador Claiborne Fox Jackson. En febrero de 1861 Frost inscribió a los miembros de la organización paramilitar pro-secesión Minutemen como Compañías en un nuevo Segundo Regimiento, MVM (a pesar de la política "oficial" de neutralidad de Misuri). Esto permitió a los Minutemen operar y reclutar abiertamente. Se reunió en secreto con Jackson y otros líderes secesionistas para discutir la posibilidad de atacar el Arsenal Federal en el centro de St. Louis. El gobernador Jackson envió a dos miembros de los Minutemen a buscar artillería de asedio del gobierno confederado. Por recomendación del general Frost, el gobernador Jackson ordenó el reclutamiento del MVM en St. Louis el 6 de mayo, un despliegue que permitiría un ataque al Arsenal cuando llegara la artillería confederada.
El presidente confederado Jefferson Davis acordó proporcionar las armas, y llegaron a St. Louis el 8 de mayo. Los soldados de Frost tomaron posesión de las armas confederadas y las trasladaron a Camp Jackson, como se nombró el campamento MVM. El capitán de la Unión, Nathaniel Lyon, realizó un reconocimiento el 9 de mayo y verificó la presencia de las armas confederadas. Al día siguiente, Lyon dirigió una fuerza mixta de tropas regulares estadounidenses y voluntarios de Misuri para arrestar a la milicia. Después de rodear el campamento, obligaron a Frost y sus milicianos a rendirse sin que se disparara un solo tiro. Mientras los prisioneros marchaban por las calles de St. Louis, sin embargo, estalló un motín y 28 personas murieron. el 11 de mayo, Frost fue puesto en libertad condicional y regresó a su casa.
Aunque inicialmente negó estar involucrado en cualquier conspiración cuando fue interrogado por las autoridades, la inteligencia de la Unión luego obtuvo una carta que reveló que Frost era de hecho un participante activo en la conspiración del gobernador Jackson.
Después de ser cambiado por un oficial federal capturado, Frost viajó al sur para unirse al ejército confederado. El 3 de marzo de 1862, Frost fue comisionado como general de brigada en el ejército confederado y asignado al servicio en Memphis, Tennessee, bajo el mando del mayor general Sterling Price. Se desempeñó brevemente como inspector general en el ejército del general Braxton Bragg, y luego, en octubre, fue asignado al Departamento de Trans-Mississippi. Frost llevó una división a la acción en la Batalla de Prairie Grove en el cuerpo del Mayor General Thomas C. Hindman. El 2 de marzo de 1863, Hindman fue relevado de su cargo y reemplazado por Frost en Little Rock, Arkansas.
En agosto de 1863, la esposa de Frost se vio obligada a abandonar su hogar en St. Louis debido a las ardientes simpatías confederadas de la familia y se había llevado a los niños y se había mudado a Canadá en busca de seguridad y refugio. Frost reaccionó rápidamente al escuchar la noticia. Dejó el ejército, sin obtener primero ninguna aprobación o permiso oficial, y viajó a Canadá para reunirse con su familia. Frost fue catalogado como desertor por el Ejército Confederado, y en diciembre el Departamento de Guerra Confederado eliminó oficialmente a Frost de las listas de reclutamiento. Frost permaneció en Canadá por el resto de la guerra y no regresó a Misuri hasta finales de 1865.

## Vida posterior

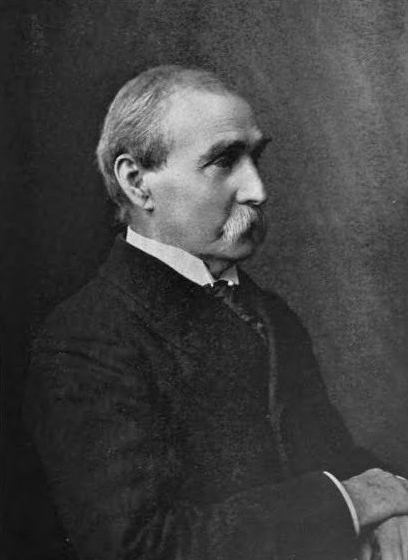
Frost en sus últimos años

Después de la guerra, Frost se convirtió en agricultor en su tierra cerca de St. Louis. Su segunda esposa murió a principios de la década de 1870 y Frost se casó más tarde por tercera vez en 1880, esta vez con una joven viuda Catherine Cates (1840-1900) con dos hijos. La pareja tuvo dos hijos propios. En 1875, la hija de Frost, Jane Graham, se casó con Sir Lewis Molesworth, undécimo baronet.
El general Frost dedicó gran parte de su tiempo en sus últimos años a explicar simultáneamente: a los unionistas que en mayo de 1861 no se había involucrado en un complot pro-confederado, y a los ex-confederados que no había desertado del Ejército de los Estados Confederados en 1863. Mientras Frost escribió muchos artículos de posguerra tratando de explicar sus acciones contradictorias durante la Guerra Civil estadounidense, sus memorias no abordan el período de la Guerra Civil.

## Muerte y legado
A la edad de 77 años, Frost murió en Hazelwood, su propiedad en lo que ahora es Berkeley, Misuri (suburbio de St. Louis). Está enterrado en el cementerio Calvary, sección 18.
La Universidad de San Luis nombró su campus principal "The Frost Campus" en honor al General después de que su hija, la Sra. Harriet Frost Fordyce contribuyó con $ 1,000,000 a la Universidad en 1962. Irónicamente, parte del Frost Campus cubre el antiguo campamento de la milicia "Camp Jackson".